# Robert Renner
Robert Renner (Eslovenia, 8 de marzo de 1994) es un atleta esloveno, especialista en la prueba de salto con pértiga en la que llegó a ser medallista de bronce europeo en 2016.

## Carrera deportiva
En el Campeonato Mundial Juvenil de Atletismo de 2011 ganó el oro en salto con pértiga, con un salto por encima de 5.25 metros, superando al sueco Melker Svärd-Jacobsson (plata con 5.15 metros).
Cinco años después, en el Campeonato Europeo de Atletismo de 2016 ganó la medalla de bronce en el salto con pértiga, saltando por encima de 5.50 metros, quedando en el podio tras el polaco Robert Sobera (oro con 5.60 metros) y el checo Jan Kudlička (plata también con 5.60 metros pero en más intentos).